# Дуґлас Гартрі
Дуґлас Рейнер Гартрі (англ. Douglas Rayner Hartree, 27 березня 1897 — 12 лютого 1958) — англійський математик і фізик, відомий завдяки розвитку чисельного аналізу та його застосуванням в методі Гартрі — Фока для атомної фізики.

## Біографія

### Дитинство і юнацькі роки
Дуґлас Гартрі народився в Кембриджі, Англія. Його батько, Вільям, був викладачем у галузі машинобудування у Кембриджському університеті, а мати, Єва Рейнер, була президентом Національної ради жінок та мером міста Кембридж. Навчався в коледжі Св. Іоанна в Кембриджі, але Перша світова війна перервала навчання. Гартрі приєднався до групи, що працювала над зенітною балістикою, де він отримав значний досвід і зацікавився чисельними методами розв'язку диференціальних рівнянь. Після закінчення Першої світової війни, Гартрі повернувся в Кембридж і закінчив коледж у 1922 році.

### Навчання
У 1921 році візит Нільса Бора в Кембриджі надихнув Дуґласа застосувати свої навички для чисельного розв'язку в теорії атома Бора, за яку він отримав докторський ступінь в 1926 — його керівником був Ернест Резерфорд. Разом з публікацією рівняння Шредінгера в тому ж році, Дуґлас отримав можливість застосувати свої знання диференціальних рівнянь та чисельного аналізу для нової квантової теорії. Він вивів рівняння Гартрі для розподілу електронів в атомі і запропонував метод самоузгодженого поля для розв'язку цього рівняння. Хвильові функції з цієї теорії Гартрі не задовольняли принцип Паулі, для якого Слейтер показав, що необхідно використати хвильову функцію системи у вигляді детермінанта. Володимир Фок оприлюднив удосконалене рівняння Гартрі з обміном котре тепер відоме як рівняння Гартрі-Фока.
У 1929 році Гартрі було призначено на кафедру прикладної математики в університеті Манчестера. У 1933 році він відвідав Массачусетський технологічний інститут і дізнався з перших рук про винайдений там диференціальний аналізатор — механічний аналоговий комп'ютер для розв'язку диференціальних рівнянь за допомогою інтегрування. Відразу ж після повернення в Манчестер, він приступив до будівництва свого власного аналізатора. Побачивши потенціал для подальшого використання апарату для чисельних методів він отримав фінансування для більш надійної машини, яка була побудована у співпраці з Метрополітен-Віккерс.
Перше застосування машини Гартрі було для обчислення розкладу руху поїздів на залізниці. Він також багато років досліджував можливості застосування диференціального аналізатора для розв'язку диференціальних рівнянь, що виникають у фізиці. До них належать теорія керування і теорія ламінарного потоку в гідродинаміці, зробивши істотний внесок у кожну з областей.
Диференціальний аналізатор не підходив для розв'язку рівнянь з обмінною взаємодією. Після публікації Фока рівнянь з обміном, Гартрі переключив свої наукові дослідження у напрямку поширення радіохвиль (див англ. Appleton-Hartree equation). Однак у 1935 році його батько, Вільям Гартрі, запропонував Дуґласу спробувати розрахунки з обмінною взаємодією. Дуґлас погодився і відкрив важливість взаємодії конфігурацій, яку він називав «суперпозицією конфігурацій». Перші результати мультиконфігураційного методу Гартрі-Фока (англ. MCHF) були опубліковані в співавторстві з батьком в 1939 році. За пропозицією Гартрі, Берта Свірлс (англ. Bertha Swirles) приступила до виведення рівняння з обміном для атомів з допомогою рівняння Дірака в 1935 році.

### Друга світова війна
Під час Другої світової війни Гартрі керував двома групами обчислень. У першій групі для міністерства постачання використовувався диференціальний аналізатор університету Манчестера, котрий був єдиним повнорозмірним диференціальним аналізатором у Великій Британії. Темами обчислень були автоматичний супровід цілей, поширення радіохвиль, підводні вибухи, теплопровідність сталі, рівняння дифузії та для розділення ізотопів. Друга група була групою магнетронного дослідження для розвитку радарів. Гартрі ніколи не опублікував жодного зі своїх висновків щодо магнетронних досліджень в журналах, хоча він написав безліч суто технічних секретних доповідей під час війни.
У квітні 1944 року комітет, в який входив Гартрі, рекомендував створення математичного підрозділу в рамках Національної фізичної лабораторії (NPL). У жовтні цей підрозділ приступив до своїх перших двох цілей: дослідження можливості адаптації автоматичного телефонного устаткування для наукового обладнання та розвитку електронних комп'ютерів, придатних для швидкого обчислення. Гартрі відвідав в цей час США і ознайомився з ходом робіт над ENIAC.

### Повоєнні роки життя
В 1946 році було погоджено запит в Королівське товариство щодо виділення коштів для початку побудови комп'ютера загального призначення в університеті Манчестера. Гартрі залучили консультантом американських військових щодо використання ENIAC для розрахунку балістичних таблиць. Влітку 1946 року Гартрі зробив другу поїздку до ENIAC, для оцінки можливостей його використання до широкого спектра наукових проблем і він став згодом його першим цивільним програмістом.
Гартрі повернувся в Кембридж, щоб зайняти пост професора математичної фізики в 1946 році. У жовтні він дав вступні лекції, під назвою «Обчислювальні машини: нові та перспективні розробки та їх вплив на математичну фізику» і показав в університеті, як можна використовувати комп'ютер в дослідницькій роботі для багатьох областей.
Останній його студент-аспірант в Кембриджі, Шарлотта Фрузе Фішер, стала відомою після розробки і публікації програми для розрахунків атомної структури за допомогою мультиконфігураційного метода Гартрі-Фока (англ. MCHF).
Дуґлас Гартрі помер від серцевої недостатності у лікарні в Кембриджі 12 лютого 1958 року.

## Книги Гартрі
- Hartree, D. R. (1949). Calculating Instruments and Machines. Urbana: University of Illinois Press. (also (1950) Cambridge University Press)
- Hartree, D. R. (1952). Numerical Analysis. Oxford University Press.
- Hartree, D. R. (1957). The calculation of Atomic Structures. New York: Wiley & Sons.
- Hartree, D. R. (1984). Calculating Machines: Recent and prospective developments and their impact on Mathematical Physics and Calculating Instruments and Machines. The Charles Babbage Institute reprint series for the History of Computing. Т. Vol. 6. Cambridge, USA: MIT Press. {{cite book}}: |volume= має зайвий текст (довідка)

## Основні праці
- D. R. Hartree. (1928), The wave mechanics of an atom with a non-Coulomb central field. Part I. Theory and Methods, Proceedings of the Cambridge Philosophical Society, 24 (1): 89—110
- D. R. Hartree. (1929), The propagation of electromagnetic waves in a stratified medium, Proceedings of the Cambridge Philosophical Society, 25 (1): 97—120
- D. R. Hartree. (1935), The Differential Analyser (PDF), Nature, 135: 940—943
- D. R. Hartree. (1936), Theory of Complex Atoms (PDF), Nature, 138: 1080—1082
- D. R. Hartree. (1940), The Bush Differential Analyser and its Applications (PDF), Nature, 146: 319—323
- D. R. Hartree. (1946), The Eniac, an Electronic Computing Machine (PDF), Nature, 158: 500—506
- D. R. Hartree. (1946), The calculation of atomic structures, Reports on Progress in Physics, 11: 113